# Inna Solovjova
Inna Natanovna Solovjova (ryska: Инна Натановна Соловьёва), egentligen Bazilevskaja, född 16 november 1927 i Moskva, död där 29 maj 2024, var en rysk historiker och teaterkritiker. Hon är mest känd för sina arbeten om Konstnärliga teaterns historia.
Solovjova fick examen i teatervetenskap 1949 från Ryska institutet för scenkonst (GITIS). Hon ska ha arbetat inom den sovjetiska teatercensuren under Chrusjtjovs "töväder". Mellan 1982 och 2001 undervisade hon vid Ryska institutet för scenkonst. Hon utnämndes till professor 1987. Från 2001 undervisade hon vid Konstnärliga teaterns skola i Moskva.
Hennes biografi från 1979 över Konstnärliga teaterns medgrundare Vladimir Nemirovitj-Dantjenko har översatts till engelska och gavs ut 2025.